# Nemering

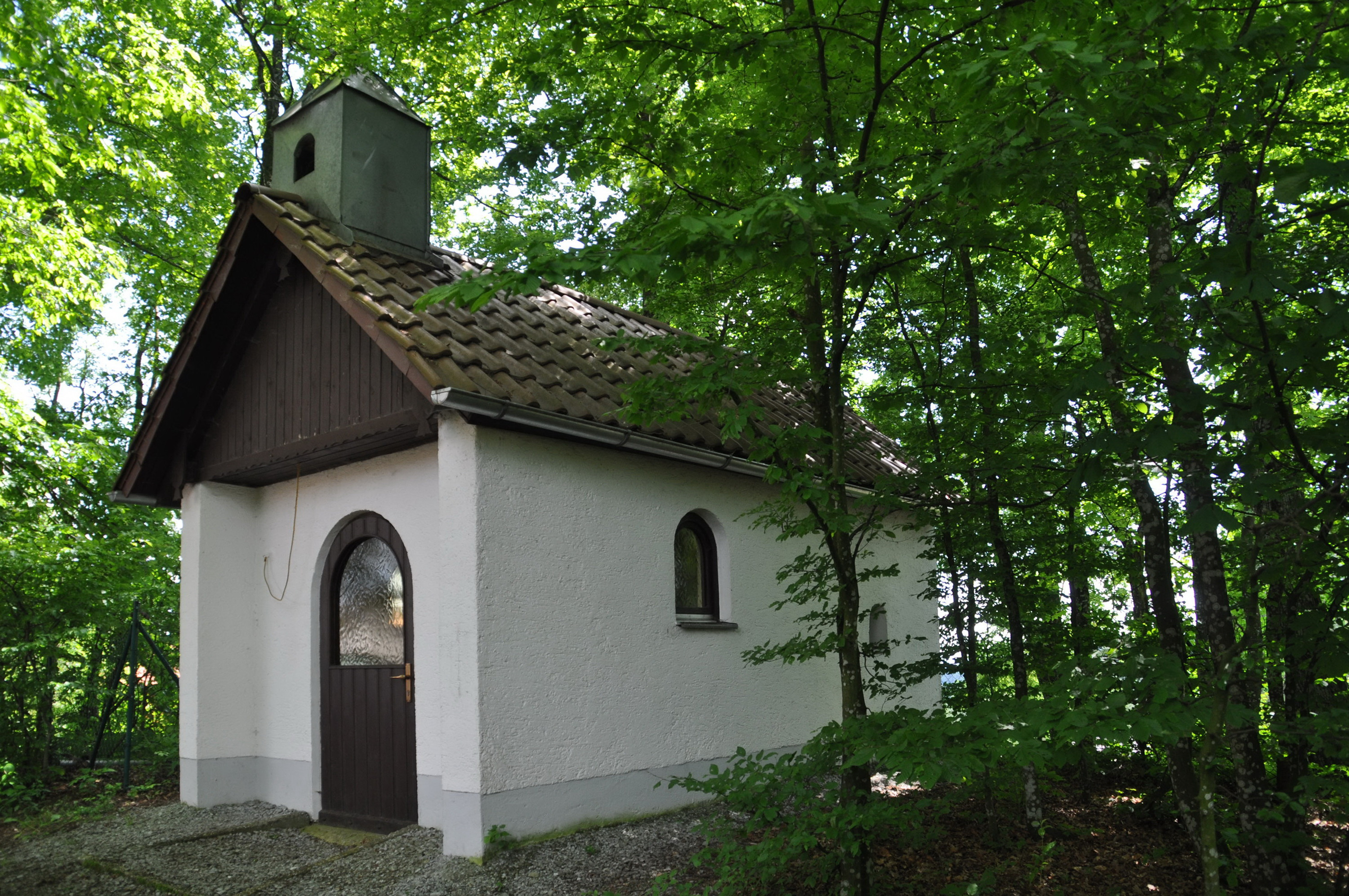
Die Dorfkapelle von Nemering

Nemering ist ein Ortsteil der Gemeinde Schaufling im niederbayerischen Landkreis Deggendorf.

## Lage
Das Dorf liegt im Lallinger Winkel etwa zwei Kilometer westlich von Schaufling in der Nähe der Staatsstraße 2133.

## Geschichte
Der Ort wird 1254 in den Urkunden des Abtes Hermann von Niederaltaich anlässlich eines Gütertausches erwähnt. Im Konskriptionsjahr 1752 gehörte Nemering zur Obmannschaft Wotzmannsdorf und zum Amt Freywaldt. Es bestand aus fünf Anwesen.
1808 wurde Nemering dem Steuerdistrikt Nadling zugeteilt. Bei der Bildung der Gemeinden 1818/1821 kam es zur Gemeinde Nadling, die 1937 in Gemeinde Schaufling umbenannt wurde. Kirchlich gehörte es zur Pfarrei Seebach, bis 1891/1896 die Expositur beziehungsweise Pfarrei Schaufling errichtet wurde.
Im Jahr 2005 bestand Nemering aus 27 Gebäuden und hatte 85 Einwohner, davon 82 mit Hauptwohnsitz und drei mit Nebenwohnsitz.

## Sehenswürdigkeiten
- Dorfkapelle aus dem 18./19. Jahrhundert